# Liste de ponts à haubans remarquables par pays

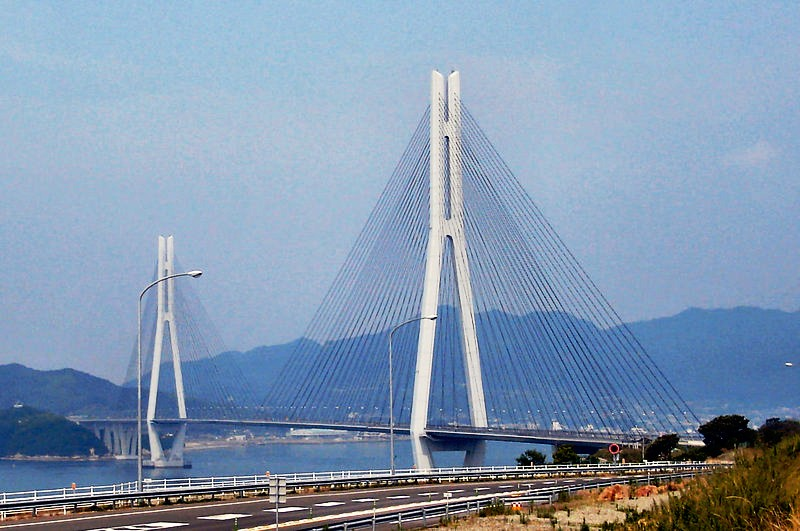
Pont de Tatara (Japon) : Plus longue portée au monde (890 m)

Le présent article recense les ponts à haubans les plus remarquables au monde, dont la portée de la travée principale est supérieure à 300 mètres, classés par pays et regroupés par continents.

## Europe
|             | Site         | Nom                                                                                           | Lieu                        | Plus grande portée | Terminé en |
| ----------- | ------------ | --------------------------------------------------------------------------------------------- | --------------------------- | ------------------ | ---------- |
| Allemagne   |              |                                                                                               |                             |                    |            |
|             | 1            | Köhlbrandbrücke                                                                               | Hambourg                    | 520 m              | 1974       |
|             | 2 *          | Pont de Flehe                                                                                 | Düsseldorf                  | 368 m              | 1979       |
|             | 3 *          | Pont de Duisbourg à Neuenkamp                                                                 | Duisbourg                   | 350 m              | 1970       |
|             | 4 *          | Rheinkniebrücke                                                                               | Düsseldorf                  | 319 m              | 1969       |
|             | 5 *          | Pont de Beeckenwerther                                                                        | Duisbourg                   | 310 m              | 1990       |
|             | 6 *          | Severinsbrücke                                                                                | Cologne                     | 302 m              | 1961       |
| Croatie     |              |                                                                                               |                             |                    |            |
|             | site *       | Pont Franjo-Tuđman                                                                            | Dubrovnik                   | 304 m              | 2002       |
| Espagne     |              |                                                                                               |                             |                    |            |
|             | site         | Pont d' l'ingenieur Carlos Fernández Casado                                                   | Barrios de Luna             | 440 m              | 1983       |
|             | structurae   | Pont de Rande                                                                                 | Pontevedra                  | 400 m              | 1978       |
| France      |              |                                                                                               |                             |                    |            |
|             | site         | Pont de Normandie (la plus longue portée de 1995 à 1999, actuellement le plus long en Europe) | Le Havre                    | 856 m              | 1995       |
|             | site         | Viaduc de Millau (le plus long tablier suspendu, 8 travées)                                   | Millau                      | 342 m x6           | 2004       |
|             | structurae * | Pont de Brotonne                                                                              | Caudebec-en-Caux            | 320 m              | 1977       |
| Grèce       |              |                                                                                               |                             |                    |            |
|             | site         | Pont Rion-Antirion (Le deuxième tablier suspendu le plus long au monde, avec 5 travées)       | Rion                        | 560 m x3           | 2004       |
| Lettonie    |              |                                                                                               |                             |                    |            |
|             | structurae * | Vanšu tilts                                                                                   | Riga                        | 312 m              | 1981       |
| Norvège     |              |                                                                                               |                             |                    |            |
|             | site         | Pont de Skarnsund                                                                             | Inderøy                     | 530 m              | 1991       |
|             | structurae * | Helgeland Bridge                                                                              | Sandnessjøen                | 425 m              | 1991       |
|             | structurae * | Grenland Bridge                                                                               | Porsgrunn                   | 305 m              | 1996       |
| Pologne     |              |                                                                                               |                             |                    |            |
|             | structurae   | Solidarity Bridge                                                                             | Płock                       | 375 m              | 2005       |
| Portugal    |              |                                                                                               |                             |                    |            |
|             | site         | Pont Vasco da Gama                                                                            | Lisbonne                    | 420 m              | 1998       |
|             | structurae * | Puente Internacional                                                                          | Ayamonte - Castro Marim     | 324 m              | 1991       |
| Royaume-Uni |              |                                                                                               |                             |                    |            |
|             | site         | Second Severn Bridge                                                                          | Pays de Galles - Angleterre | 456 m              | 1996       |
|             | site         | Queen Elizabeth II Bridge                                                                     | Dartford, Angleterre        | 450 m              | 1991       |
| Serbie      |              |                                                                                               |                             |                    |            |
|             | structurae * | Liberty Bridge                                                                                | Novi Sad                    | 351 m              | 2005       |
| Slovaquie   |              |                                                                                               |                             |                    |            |
|             | structurae * | Nový Most                                                                                     | Bratislava                  | 303 m              | 1972       |
| Suède       |              |                                                                                               |                             |                    |            |
|             | site         | Øresundsbron                                                                                  | Danemark - Suède            | 490 m              | 1999       |
|             | structurae * | Uddevalla Bridge                                                                              | near Uddevalla              | 414 m              | 2000       |
|             | structurae * | Tjörn bridge                                                                                  | Tjörn                       | 386 m              | 1981       |

## Asie
|                 | Site                                                                | Nom                                                                          | Lieu                                               | Plus grande portée | Terminé en |
| --------------- | ------------------------------------------------------------------- | ---------------------------------------------------------------------------- | -------------------------------------------------- | ------------------ | ---------- |
| Arabie saoudite |                                                                     |                                                                              |                                                    |                    |            |
|                 | structurae *                                                        | Pont du Wadi Leban                                                           | Riyad                                              | 405 m              | 2000       |
| Chine           |                                                                     |                                                                              |                                                    |                    |            |
|                 |                                                                     | Pont de Suzhou (Actuel record du monde de portée depuis le 1er juillet 2008) | au-dessus du Yangtsé entre Suzhou et Nanton, Chine | 1 088 m            | 2008       |
|                 | structurae                                                          | Troisième pont de Nanjing sur le Yangzi Jiang                                | Nanjing                                            | 648 m              | 2005       |
|                 | structurae                                                          | Deuxième pont de Nanjing sur le Yangzi Jiang                                 | Nanjing, Jiangsu (Yangzi Jiang)                    | 628 m              | 2001       |
|                 | structurae                                                          | Pont de Baishazhou                                                           | Wuhan                                              | 618 m              | 2000       |
|                 | structurae                                                          | Pont de Mingjiang                                                            | Mawei                                              | 605 m              | 1999       |
|                 | structurae                                                          | Pont de Yangpu                                                               | Shanghai                                           | 602 m              | 1993       |
|                 | structurae                                                          | Pont de Xupu                                                                 | Shanghai                                           | 590 m              | 1997       |
|                 | site                                                                | Pont de Taoyaomen                                                            | Zhoushan                                           | 560 m              | 2003       |
|                 | structurae                                                          | Pont de Queshi                                                               | Shantou                                            | 518 m              | 1999       |
|                 | structurae                                                          | Pont de Anqing                                                               | Anqing                                             | 510 m              | 2005       |
|                 | site                                                                | pont de Jingzhou sur le Yangzi Jiang                                         | Jingzhou                                           | 500 m              | 2002       |
|                 | site                                                                | Pont de Ehuang                                                               | Ezhou                                              | 480 m              | 2002       |
|                 | « site »(Archive.org • Wikiwix • Archive.is • Google • Que faire ?) | Pont de la baie de Zhanjiang                                                 | Zhanjiang                                          | 480 m              | 2006       |
|                 | structurae                                                          | Second pont de Chongqing                                                     | Chongqing                                          | 444 m              | 1995       |
|                 | structurae                                                          | Pont de Tongling                                                             | Tongling                                           | 432 m              | 1995       |
|                 | structurae *                                                        | Pont de Donghai                                                              | Hangzhou Bay                                       | 420 m              | 2005       |
|                 | structurae *                                                        | Pont de Yunyang                                                              | Yunyang                                            | 414 m              | 1994       |
|                 | site                                                                | Pont de Runyang Nord                                                         | Zhenjiang                                          | 406 m              | 2005       |
|                 | structurae *                                                        | Pont de Nanpu                                                                | Shanghai                                           | 423 m              | 1991       |
|                 | structurae                                                          | Pont de Wuhan                                                                | Wuhan                                              | 400 m              | 1995       |
|                 | site *                                                              | Pont de Badong                                                               | Badong                                             | 388 m              | 2004       |
|                 | structurae                                                          | Pont de Panyu                                                                | Guangdong                                          | 380 m              | 1998       |
|                 | structurae *                                                        | Pont de Masangxi                                                             | Chongqing                                          | 360 m              | ??         |
|                 | structurae *                                                        | Pont de Yiling                                                               | Yichang                                            | 348 m (2x)         | 2001       |
|                 | structurae                                                          | Pont de Qiao                                                                 | Zhuhai                                             | 320 m              | 1998       |
|                 | structurae *                                                        | Pont de Wuhu                                                                 | Wuhu                                               | 312 m              | 2000       |
|                 | site *                                                              | Pont du Lac Dongting                                                         | Hunan                                              | 310 m              | 2002       |
| Hong Kong       |                                                                     |                                                                              |                                                    |                    |            |
|                 | site                                                                | Pont de Kap Shui Mun                                                         |                                                    | 430 m              | 1997       |
|                 | structurae                                                          | Pont de Ting Kau                                                             | Hong Kong                                          | 475 m              | 1998       |
| Corée du Sud    |                                                                     |                                                                              |                                                    |                    |            |
|                 | structurae                                                          | Grand pont de Sehoae                                                         | Pyongtaek/Dangjin                                  | 470 m              | 2000       |
| Inde            |                                                                     |                                                                              |                                                    |                    |            |
|                 | structurae *                                                        | Vidyasagar Setu (2nd Hooghly Bridge)                                         | Kolkata, West Bengal                               | 457.2 m            | 1992       |
| Indonésie       |                                                                     |                                                                              |                                                    |                    |            |
|                 | site *                                                              | Pont Batam-Tonton, Barelang Bridge                                           | Batam Island, Riau Archipelago                     | 350 m              | 1997       |
| Japon           |                                                                     |                                                                              |                                                    |                    |            |
|                 | site                                                                | Pont de Tatara (la plus longue portée depuis 1999)                           | Mer intérieure de Seto                             | 890 m              | 1999       |
|                 | structurae                                                          | Pont de Meiko-Chuo                                                           | Nagoya                                             | 590 m              | 1998       |
|                 | structurae                                                          | Pont de Tsurumi Tsubasa                                                      | Yokohama                                           | 510 m              | 1994       |
|                 | structurae                                                          | Pont de Ikuchi                                                               | Ikuchi                                             | 490 m              | 1991       |
|                 | structurae                                                          | Pont de Higashi Kobe                                                         | Kobe                                               | 485 m              | 1992       |
|                 | structurae                                                          | Pont de Megami                                                               | Nagasaki                                           | 480 m              | 2006       |
|                 | structurae                                                          | Pont de Yahagigawa                                                           | Aichi                                              | 470 m              | 2005       |
|                 | structurae                                                          | Pont de la baie de Yokohama                                                  | Yokohama                                           | 460 m              | 1989       |
|                 | structurae *                                                        | Pont de Hitsuishijima                                                        | Seto Inland Sea                                    | 420 m              | 1988       |
|                 | structurae *                                                        | Pont de Iwakurojima                                                          | Seto Inland Sea                                    | 420 m              | 1988       |
|                 | structurae *                                                        | Pont de Meiko Nishi                                                          | Nagoya, Aichi                                      | 406 m              | 1985       |
|                 | structurae *                                                        | Pont de Meiko Nishi                                                          | Nagoya, Aichi                                      | 405 m              | 1997       |
| Malaisie        |                                                                     |                                                                              |                                                    |                    |            |
|                 | site (en)                                                           | Pont de Seri Saujana                                                         | Putrajaya, Malaisie                                | 300 m              | 2003       |
| Népal           |                                                                     |                                                                              |                                                    |                    |            |
|                 | structurae *                                                        | Pont sur la rivière Karnali                                                  | Chisapani Camp                                     | 325 m              | 1993       |
| Russie          |                                                                     |                                                                              |                                                    |                    |            |
|                 | structurae *                                                        | Pont de Sourgout                                                             | Sourgout                                           | 408 m              | 2000       |
|                 | structurae *                                                        | Grand Pont de Obukhovsky                                                     | Saint-Pétersbourg                                  | 382 m              | 2004       |
| Thaïlande       |                                                                     |                                                                              |                                                    |                    |            |
|                 | structurae                                                          | Pont Rama IX                                                                 | Bangkok,                                           | 450 m              | 1987       |
|                 | structurae                                                          | Pont Mega (II)                                                               | Samut Prakan Province                              | 398 m              | 2006       |
|                 | structurae                                                          | Pont Mega (I)                                                                | Bangkok                                            | 326 m              | 2006       |
|                 | structurae                                                          | Pont Rama VIII                                                               | Bangkok                                            | 300 m              | 1992       |

## Amérique
|                        | Site                   | Nom                                     | Lieu                                       | Plus grande portée | Terminé en |
| ---------------------- | ---------------------- | --------------------------------------- | ------------------------------------------ | ------------------ | ---------- |
| Argentine              |                        |                                         |                                            |                    |            |
|                        | structurae *           | Pont Rosario-Victoria                   |                                            | 330 m              | 2003       |
|                        | structurae *           | Pont Zárate-Brazo Largo                 |                                            | 330 m              | 1978       |
| Canada                 |                        |                                         |                                            |                    |            |
|                        | structurae             | Pont Alex Fraser                        | Vancouver                                  | 465 m              | 1986       |
|                        | site                   | Skybridge                               | Vancouver, Colombie-Britannique            | 340 m              | 1990       |
| États-Unis             |                        |                                         |                                            |                    |            |
|                        | site                   | Arthur Ravenel Bridge                   | Charleston, Caroline du Sud                | 471.2 m            | 2005       |
|                        | structurae             | Dames Point Bridge                      | Jacksonville, Floride                      | 396 m              | 1989       |
|                        | site                   | Sidney Lanier Bridge                    | Brunswick, Géorgie                         | 381 m              | 2003       |
|                        | structurae             | Fred Hartman Bridge                     | Baytown, Texas                             | 381 m              | 1995       |
|                        | structurae *           | Luling Bridge                           | Destrehan (Louisiane)                      | 376 m              | 1983       |
|                        | site                   | William H. Natcher Bridge               | Owensboro (Kentucky) to Rockport (Indiana) | 366 m              | 2002       |
|                        | structurae *           | Bob Graham Sunshine Skyway Bridge       | St. Petersburg (Floride)                   | 365.8 m            | 1987       |
|                        | site                   | Penobscot Narrows Bridge                | Bucksport (Maine)                          | 354 m              | 2006       |
|                        | site                   | Bill Emerson Memorial Bridge            | Cape Girardeau (Missouri)                  | 350.2 m            | 2003       |
|                        | structurae *           | Talmadge Memorial Bridge                | Savannah, Géorgie                          | 335 m              | 1990       |
| Mexique                |                        |                                         |                                            |                    |            |
|                        | structurae *           | Tampico Bridge                          | Tampico                                    | 360 m              | 1988       |
|                        | structurae             | Mezcala Viaduct                         |                                            | 311 m              | 1993       |
| Panama                 |                        |                                         |                                            |                    |            |
| site *                 | Centennial Bridge site | Panama Canal                            | 320 m                                      | 2004               |            |
| Paraguay               |                        |                                         |                                            |                    |            |
|                        | structurae *           | San Roque González de Santa Cruz Bridge | Argentine - Paraguay                       | 330 m              | 1990       |
| République dominicaine |                        |                                         |                                            |                    |            |
|                        | structurae *           | Mauricio Báez Bridge                    | San Pedro de Macorís                       | 390 m              | 2007       |

## Afrique
|                     | Site                   | Nom                    | Lieu                                          | Plus grande portée | Terminé en |
| ------------------- | ---------------------- | ---------------------- | --------------------------------------------- | ------------------ | ---------- |
|                     |                        |                        |                                               |                    |            |
|                     |                        |                        |                                               |                    |            |
| Maroc               |                        |                        |                                               |                    |            |
|                     | structurae             | Pont Mohammed VI       | Région de Rabat-Salé sur la rivière Bouregreg | 200 m              | 2016       |
| République du Congo |                        |                        |                                               |                    |            |
|                     | structurae             | Pont du 15 août 1960   | Brazzaville                                   | 285 m              | 2016       |
| Côte d'Ivoire       |                        |                        |                                               |                    |            |
|                     | Pont Alassane Ouattara | Pont Alassane Ouattara | Abidjan                                       | 200 m              | 2023       |
| Algérie             |                        |                        |                                               |                    |            |
|                     |                        | Viaduc Salah Bey       | Constantine                                   | 245 m              | 2014       |
| Égypte              |                        |                        |                                               |                    |            |
|                     | structurae             | Pont du Canal de Suez  | El Qantara                                    | 440 m              | 2001       |

## Océanie
|           | Site         | Nom              | Lieu                           | Plus grande portée | Terminé en |
| --------- | ------------ | ---------------- | ------------------------------ | ------------------ | ---------- |
|           |              |                  |                                |                    |            |
| Australie |              |                  |                                |                    |            |
|           | structurae * | ANZAC Bridge     | Sydney, Nouvelle-Galles du Sud | 345 m              | 1996       |
|           | structurae * | West Gate Bridge | Melbourne, Victoria            | 336 m              | 1978       |